# Protein Information Resource
Die Protein Information Resource (PIR) ist eine Datenquelle für Sequenzen und Funktionen von Proteinen am Georgetown University Medical Center (GUMC). Es betreibt die Datenbanken PIRSF (Protein Family Classification System) iProClass (Integrated Protein Knowledgebase) und iProLINK (Literature Information & Knowledge).

## Geschichte
PIR wurde 1984 von der National Biomedical Research Foundation (NBRF) gegründet.
2002 gründete PIR zusammen mit dem EBI (European Bioinformatics Institute) und dem SIB (Swiss Institute of Bioinformatics) die Protein-Sequenz-Datenbank UniProt durch Zusammenführung der einzelnen Datenbanken PIR-PSD, Swiss-Prot und TrEMBL.